# Citronellál
A citronellál vagy  rodinál (3,7-dimetilokt-6-én-1-al  C10H18O) 
egy monoterpén, amely a citronellaolaj fő alkotórésze.  Jellegzetes citromillata van. 

## Lásd még
- Citrál
- Citronellol
- Geraniol